# The Other Side of AIDS
The Other Side of AIDS (La otra cara del sida) es una película documental del año 2004 dirigida y producida por Robin Scovill.
Este documental confronta los negacionistas del VIH/sida con los que sostienen la interpretación de consenso (que el sida está causado por el VIH).
La película ha sido exhibida en varios eventos LGBT, tales como el New Festival, el Carolina theatre o el LesGaiCineMad.
El director y productor Robin Scovill está casado con Christine Maggiore, seropositiva desde 1992, fallecida el 27 de diciembre de 2008. Se dijo que su muerte fue por una infección de virus de herpes y neumonía bilateral con una candidiasis oral como causa contribuyente, siendo las tres enfermedades coherentes con una infección de HIV. Maggiore, al conocer su seropositividad, comenzó a colaborar con grupos de activistas, diseminando la hipótesis oficial. Dedicada a esta actividad, Maggiore se topó con los «disidentes del sida», que niegan la hipótesis oficial de que el Sida está causado por el VIH. Maggiore se tomó el trabajo de estudiar sus posiciones, para así poder rebatirlas mejor, pero, en el proceso, terminó por adquirir la convicción de que los disidentes tienen razón. 
Maggiore nunca ha aceptado ninguno de los tratamientos oficiales. La muerte de una hija de 3 años de Maggiore y Scovill en mayo de 2005 fue diagnosticada por la investigación forense, como debida a Pneumocystis jiroveci, una infección fúngica oportunista asociada al sida que produce neumonía. Un médico disidente achacó la muerte a una reacción alérgica a la amoxicilina recetada por el médico naturista, miembro de la misma organización, que se había ocupado del caso. Pero el cuadro de atrofia de los órganos linfáticos y falta de desarrollo físico, así como la seropositividad demostrada post mortem, ha hecho que el resto de los juicios médicos manifestados hayan considerado la muerte efecto del sida. En su momento Maggiore fue criticada por amamantar a sus hijos (tiene otra hija, mayor, en perfecto estado de salud) lo que es causa probable de transmisión del VIH.
Maggiore ha denunciado como sin fundamento las acusaciones recibidas y ha contribuido a la creación de una fundación, llamada The Shaken Justice Project, destinada a ayudar a padres acusados de la muerte de sus hijos por el diagnóstico del síndrome del niño sacudido, atribuido al maltrato. El pediatra que se ocupaba regularmente de la niña fue privado de su licencia por los tribunales, acusado de no haber desaconsejado la lactación natural ni examinado la seropositividad de la niña, siendo la condena sustituida luego por medidas más limitadas.

## Texto presentando la película
After 20 years and more than $150 billion in federally funded research, scientists still can’t explain how HIV causes AIDS. Millions of people have been declared HIV-positive with tests that can’t find the actual virus. The latest AIDS medications are taking more lives than AIDS itself. One expert proposes that the cause and cure for AIDS is as near at hand as our willingness to examine new ideas. Yet according to a prominent AIDS researcher, anyone questioning HIV is a perpetrator of death and should be jailed. Should AIDS advocates have the power to silence scientific debate? Has saving face become more important than saving lives? Watch The Other Side of AIDS and decide for yourself.
Tras 20 años y más de 150.000 millones de dólares en investigación pagados con fondos federales, los científicos no pueden todavía explicar cómo el VIH causa el sida. Millones de personas han sido declaradas VIH-positivas con tests que no pueden detectar el virus real. Las últimas medicaciones para el sida se están cobrando más vidas que el sida mismo. Un experto propone que hallar la causa y el tratamiento del sida está al alcance de la mano si tenemos la voluntad de examinar nuevas ideas. A pesar de ello, de acuerdo con un prominente investigador del sida, cualquiera cuestionando el VIH es un asesino y ha de ser encarcelado. ¿Deben tener los oficialistas del sida el poder para silenciar el debate científico?. ¿Se ha convertido el salvar la cara en algo más importante que el salvar vidas?. Vea "La otra cara del sida y decida por usted mismo".
El episodio al que se refiere la referencia al encarcelamiento está presentado en los tráileres gratuitos de la película: Un investigador oficialista afirma que Peter Duesberg es "lo más cercano que tenemos a un científico loco", y afirma que ha de ser juzgado y encarcelado por sostener que el VIH no es la causa del sida. Cuando el entrevistador le indica que Peter Duesberg no es el único científico que sostiene esa idea, el investigador oficialista se levanta mientras dice: "La entrevista ha terminado, gracias".